# Satu Mare, Mehedinți
Satu Mare este un sat în comuna Stângăceaua din județul Mehedinți, Oltenia, România.